# 1893 Jakoba
1893 Jakoba (1971 UD) là một tiểu hành tinh vành đai chính được phát hiện ngày 20 tháng 10 năm 1971 bởi P. Wild ở Zimmerwald.